# 봉덕역
봉덕역(Bongdeok station, 鳳德驛)은 전라남도 순천시 황전면 봉덕리에 위치한 전라선의 역이다. 
전라선 개량 공사로 선로가 직선화되면서 내구역이 봉덕역으로 개명되고, 역 위치가 이설되었다.

## 연혁
- 1960년 3월 11일 : 무배치간이역 등급으로 내구역(內九驛) 영업 개시
- 1973년 3월 11일 : 을종승차권대매소로 지정
- 1987년 6월 1일 : 역원무배치간이역으로 변경
- 1999년 2월 25일 : 전라선 복선 전철화 시행으로 신역사로 이전하며 봉덕역으로 역명 변경[1]
- 2008년 1월 1일 : 여객 취급 중지